# (6639) Marchis
(6639) Marchis es un asteroide que forma parte del cinturón de asteroides y fue descubierto por Henri Debehogne desde el Observatorio de La Silla, Chile, el 25 de septiembre de 1989.

## Designación y nombre
Marchis fue designado inicialmente como 1989 SO8. Fue nombrado por Franck Marchis (n. 1973) quien aprovechó las capacidades de alta resolución que ofrece la óptica adaptativa de los telescopios terrestres para estudiar cientos de planetas menores y troyanos del cinturón principal. En 2004, dirigió el equipo que descubrió (87) Sylvia II (Remo), el único caso conocido hasta entonces de un objeto del cinturón principal con un segundo satélite.

## Características orbitales
Marchis orbita a una distancia media del Sol de 3,178 ua, pudiendo acercarse hasta 2,755 ua y alejarse hasta 3,601 ua. Tiene una inclinación orbital de 2,510 grados y una excentricidad de 0,133. Emplea en completar una órbita alrededor del Sol 2069,34 días.
Los próximos acercamientos a la órbita de Júpiter ocurrirán el 29 de julio de 2035, el 23 de mayo de 2110 y el 25 de diciembre de 2120.
Pertenece a la familia de asteroides de (24) Themis.

## Características físicas
La magnitud absoluta de Marchis es 12,89. Tiene 14,132 km de diámetro y su albedo se estima en 0,064.